# افشانکچه

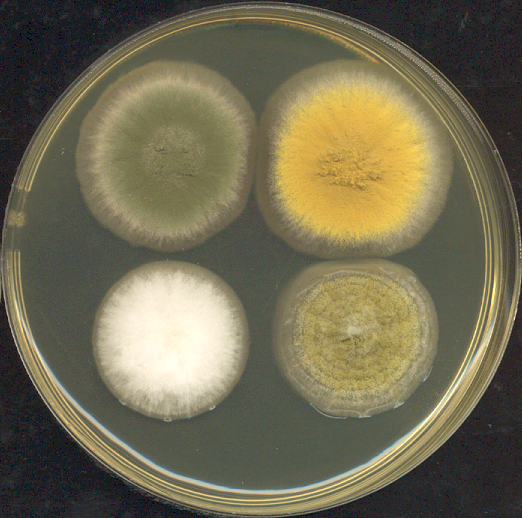
کلونی‌های افشانکچه‌هایی که سه تا چهار روز از کشت آنها گذشته‌است.

افشانکچه یا آسپرژیلوس (Aspergillus) قارچی بیماری زا و گندروی(ساپروفیت) است که بر روی دانه های غلات و حبوبات به خوبی رشد میکند،این قارچ همچنین بر روی جسد و بقایای بدن جانداران نیز رشد کرده و سمی به نام مایکوتوکسین ایجاد میکند. افشانکچه را نخستین بار یک کشیش و زیست‌شناس ایتالیایی به نام پی‌یر انتونیو می‌چلی کشف کرد. او با دیدن این قارچ در زیر ریزبین بخاطر شباهت آن با آب افشانی که در مراسم مذهبی آسپرژیلیوم خوانده می‌شد نام آسپرژیلوس برای این گونه برگزید.
افشانکچه تولید مثل غیرجنسی دارد و اینکار را با ساخت هاگ انجام می‌دهد و این ویژگی در میان همهٔ اعضای این گونه مشترک است. در حدود یک سوم ازین گونه‌ها همچنین به مرحله ای از ساختار جنسی نیز می‌رسند.
برخی گونه‌های آن بیماری‌زا و برخی دیگر دارای کاربرد صنعتی و غذایی می‌باشند.
آسپرژیلوس فلاووس، آسپرژیلوس پارازیتیکوس و آسپرژیلوس فومیگاتوس گونه‌های بیماری‌زا بوده و آسپرژیلوس نایجر و آسپرژیلوس اورایزا گونه‌های مفید آن هستند.

## گونه‌ها

### آسپرژیلوس اورایزا
در فرآوری سویا «آسپرژیلوس اورایزا» مهم‌ترین ریزاندامگان (میکروارگانیسم) تولیدکننده آنزیمهای لازم است که در ایجاد عطر و طعم دخالت دارد. همچنین در این قارچ در تولید برخی از آنزیم‌های مورد نیاز در ژنتیک مولکولی کاربرد دارد.

### آسپرژیلوس نایجر

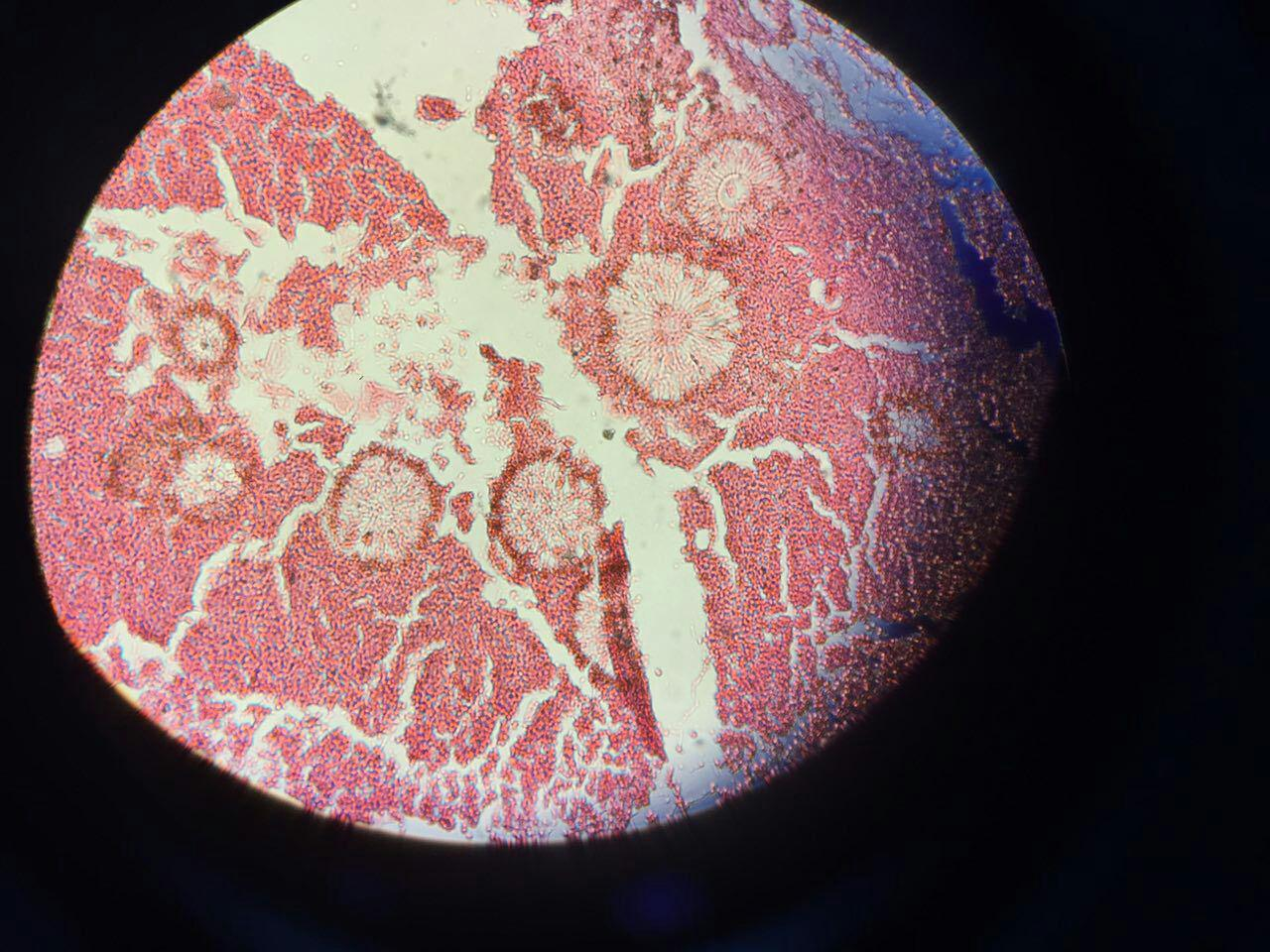
تصویری میکروسکپی از آسپرژیلوس نایجر در عفونت قارچی گوش

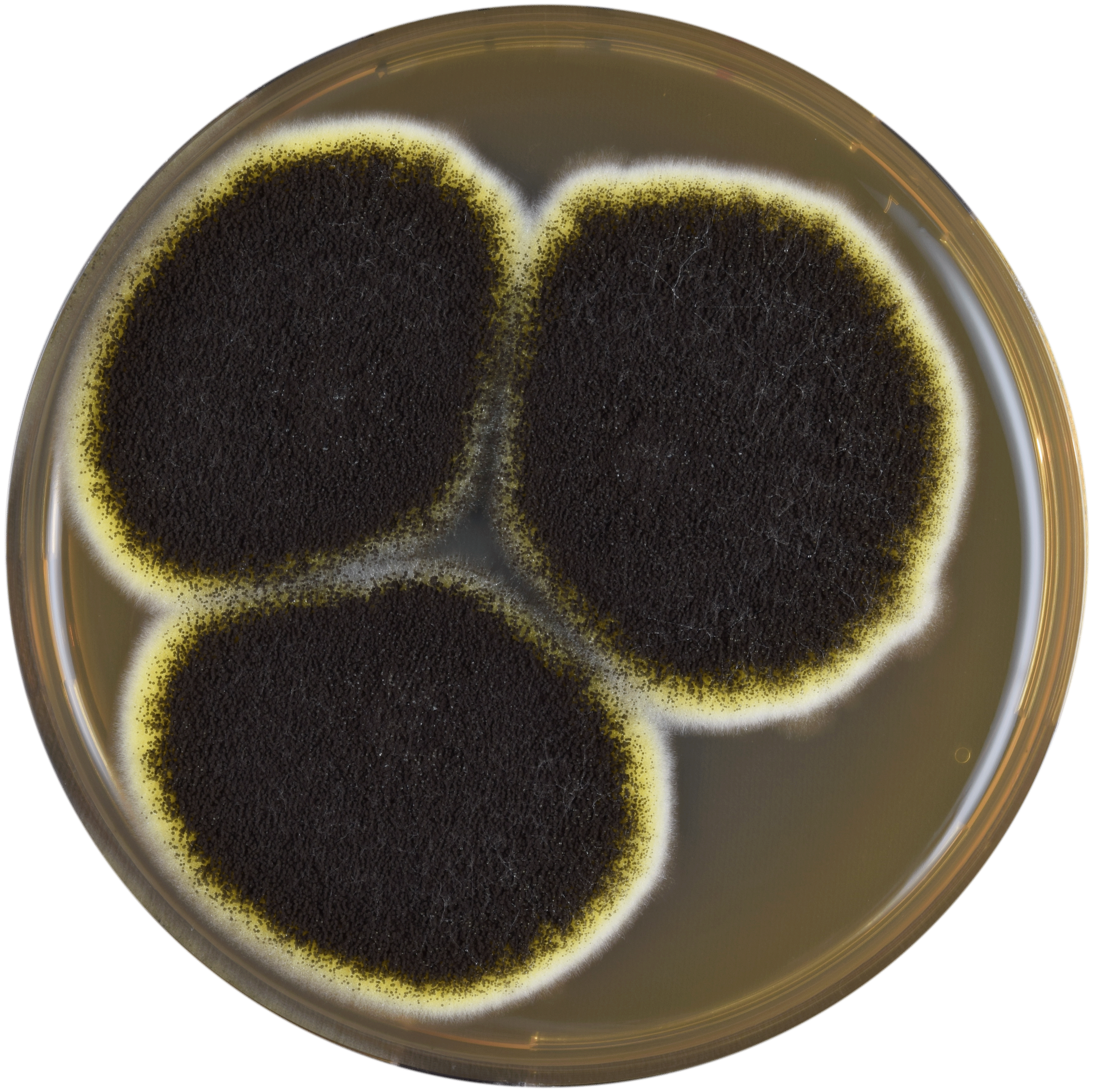
کلنی‌های آسپژیلوس نایجر

کلنی‌های این قارچ در ابتدا سفید تا زرد رنگ است که با پیدایش کونیدی سیاه رنگ می‌شود و عامل شایع اتومایکوزیس یا عفونت قارچی گوش محسوب می‌شود.
در تولید اسید سیتریک و تخمیر سس سویا بکار می‌رود.